# فرانسواز هنري
فرانسواز هنري (بالفرنسية: Françoise Henry)‏ هي عالمة آثار فرنسية، ولدت في 16 يونيو 1902 في باريس في فرنسا، وتوفيت في 10 فبراير 1982 في أوكسار في فرنسا.